# Obelisk von Lednice

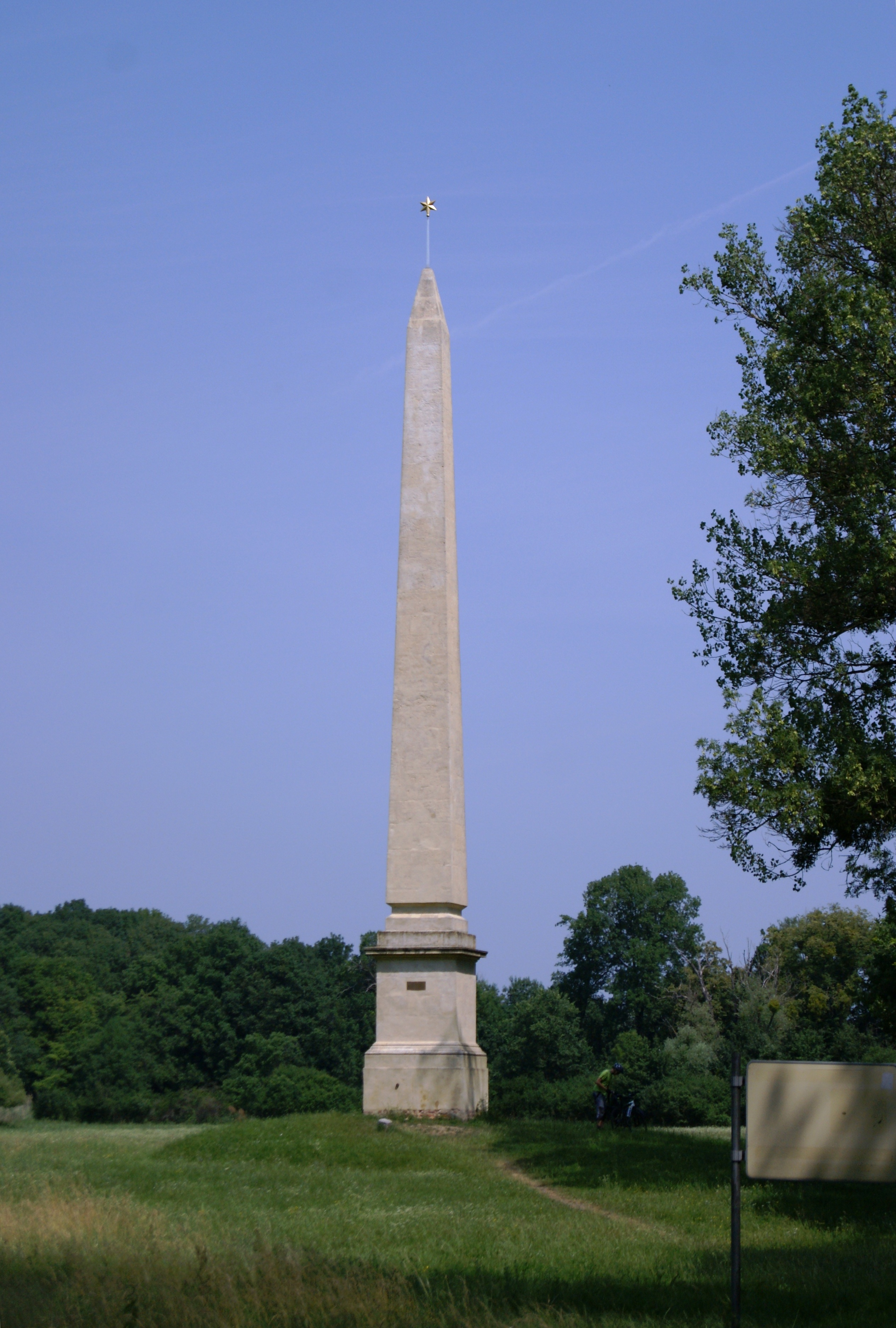

Der Obelisk von Lednice (deutsch: Eisgrub) ist ein Staffagebauwerk im Park des Schlosses Lednice in der Kulturlandschaft Lednice-Valtice. Der Obelisk ist damit Bestandteil des UNESCO-Welterbes.

## Geografische Lage
Der drei km nördlich von Lednice gelegene Obelisk bildete das Ende einer der acht Alleen und Sichtschneisen, die den Jagdstern des zum Schloss gehörigen Wildgeheges bildeten und von denen jede an ihrem Ende einen solchen optischen Bezugspunkt erhielt. Es handelt sich um das nördlichste der erhaltenen Parkbauwerke im Schlosspark, das – auch nachdem der Lauf der Thaya im 19. Jahrhundert nach Norden verschoben wurde – immer noch nördlich des Flusses steht. Die auf ihn zielende Allee war die längste des Schlossparks. Der Obelisk stand soweit vom zentralen Bereich des Parks entfernt, dass er von Weideland und Baumschulen umgeben war und so zum wirtschaftlich genutzten Teil der Schlossanlage gehörte.

## Geschichte
Der Obelisk von Lednice wurde bis 1798 im Auftrag des Fürsten Alois I. von Liechtenstein in dem ihm gehörenden Schlossareal von Eisgrub errichtet. Anlass soll das Ende des Ersten Koalitionskriegs 1797 gewesen sein. Die gewählte Form des Denkmals war auch der damaligen Mode der Ägyptomanie zu verdanken. Die auf ihn zuführende Allee war mit Pappeln bepflanzt. Es gab noch weitere Obelisken, die der Fürst und sein ihm in der Regentschaft nachfolgender Bruder, Fürst Johann I., in der Umgebung von Eisgrub aufstellen ließen, aber nur dieser eine ist erhalten.
Der barocke und klassizistische Park wurde nach 1805 in einen englischen Landschaftspark umgestaltet und dabei auch die Allee aufgegeben, der Obelisk blieb aber an seinem Platz stehen.

## Bauwerk
Der Obelisk wurde nach Plänen von Joseph Hardtmuth errichtet. Er erforderte ein aufwändiges Fundament: Der Baugrund musste mit Eichenpfählen und einer Backsteinummauerung gefestigt werden. Erst darauf konnte der 23 m hohe Obelisk errichtet werden. Er wurde aus Sandsteinquadern aufgemauert. Gekrönt ist er von einem sechszackigen, vergoldeten Metallstern. Das wird als Bezug zur Freimaurerei gedeutet.